# Łubno-Opace
Łubno-Opace – wieś w Polsce położona w województwie podkarpackim, w powiecie jasielskim, w gminie Tarnowiec.
| SIMC    | Nazwa    | Rodzaj    |
| ------- | -------- | --------- |
| 0360997 | Podlas   | część wsi |
| 0361005 | Zapłocie | część wsi |

Wieś jest siedzibą rzymskokatolickiej parafii Chrystusa Króla i NMP Królowej w dekanacie Krosno III, archidiecezji przemyskiej.

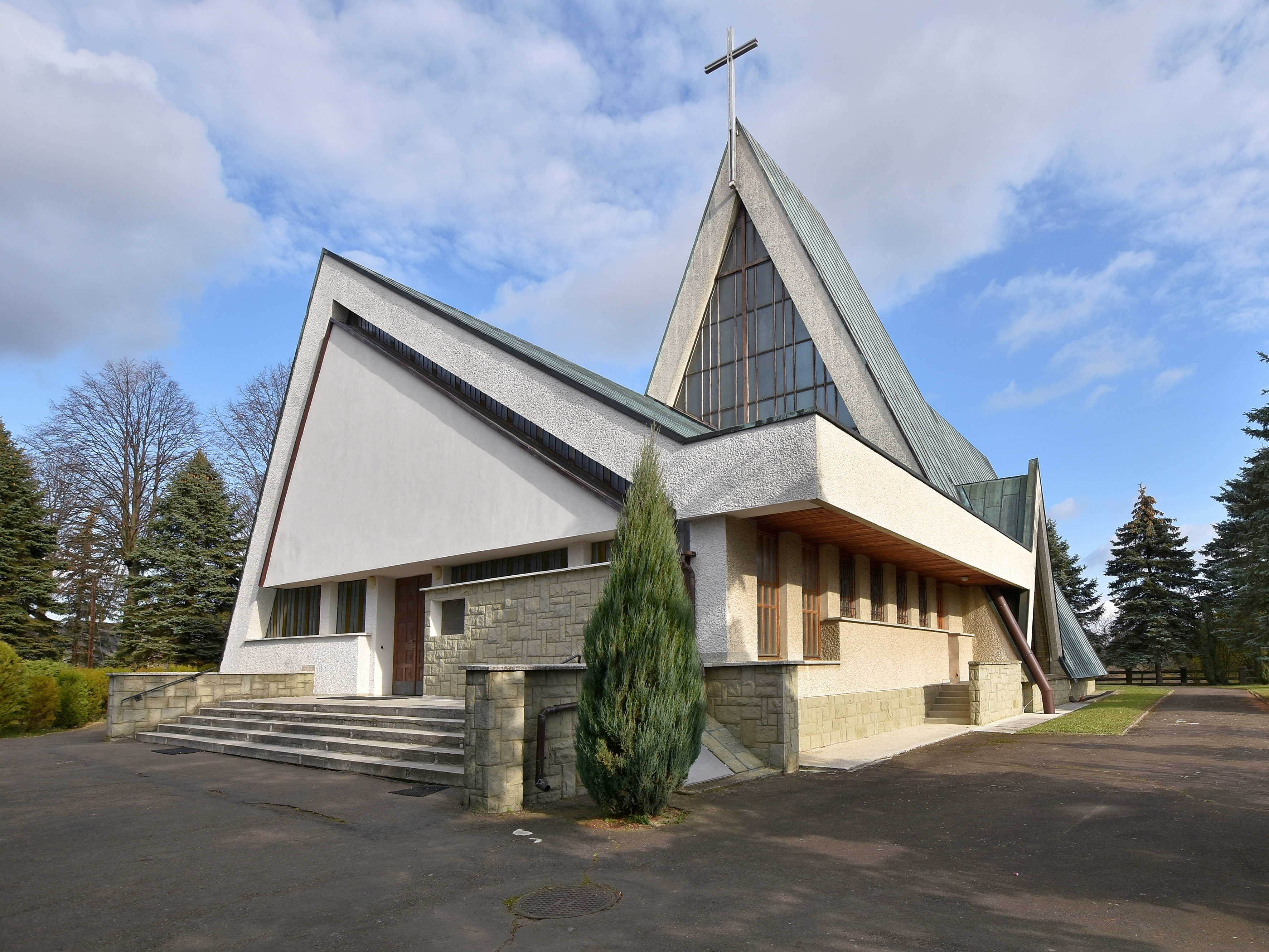
Kościół parafialny

W latach 1975–1998 miejscowość administracyjnie należała do województwa krośnieńskiego.